# Sliding

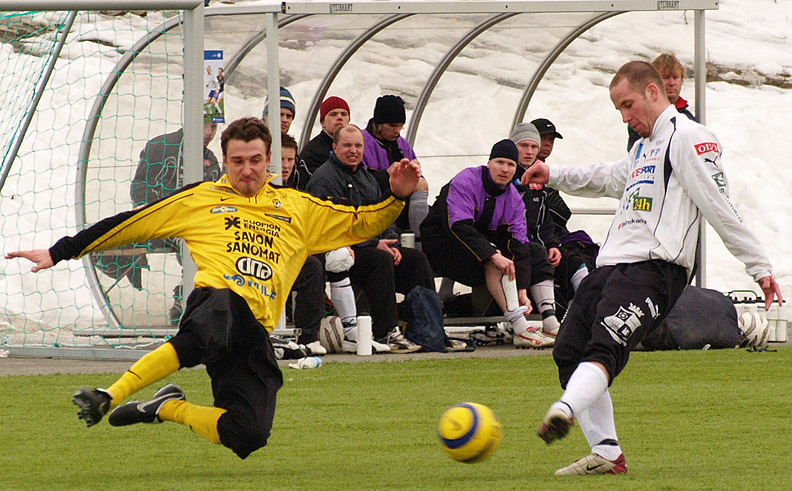
Een voetballer maakt een sliding om een pass te blokkeren

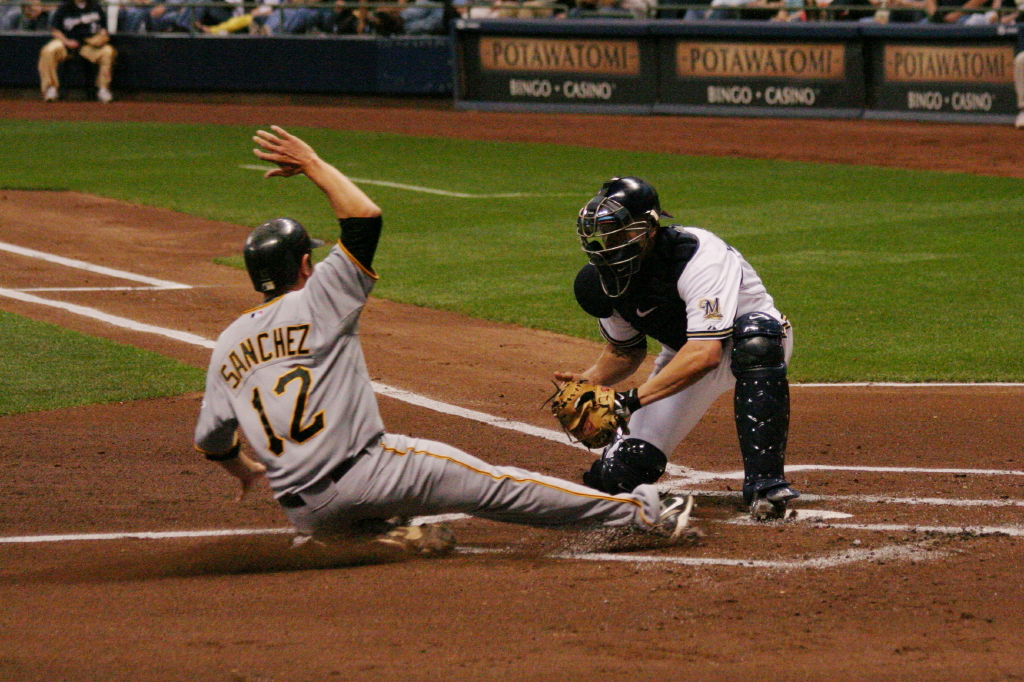
Een sliding bij het honkbal om het honk te bereiken

Een sliding (van het Engels to slide, wat glijden betekent) is een bepaalde beweging die vooral bij voetbal en honkbal regelmatig wordt toegepast. Bij een sliding duikt men met de benen naar voren op de grond en glijdt men een stukje door. 

## Voetbal
Bij het voetbal wordt een sliding die wordt ingezet om de bal van de tegenstander te bemachtigen ook wel tackle genoemd. Deze moet wel "op de bal" gemaakt worden, omdat anders personen geblesseerd kunnen raken. In de praktijk betekent dit dat de speler die een sliding maakt eerst de bal moet raken en daarna eventueel de tegenstander kan raken. Raakt hij eerst de tegenstander, dan zal de scheidsrechter meestal fluiten voor een overtreding. Een sliding wordt overigens ook regelmatig gemaakt zonder dat er een tegenstander in de buurt is, bijvoorbeeld in een ultieme poging om de bal binnen de lijnen te houden, een doelpunt of pass te voorkomen of een doelpunt te maken. 
Hoewel de term sliding afkomstig is van het Engels, wordt in die taal een andere terminologie gebruikt waarin het onderscheid duidelijker is: een sliding om de bal af te pakken wordt sliding tackle genoemd en een sliding zonder tegenstander in de buurt is een slide.

## Andere sporten
De sliding wordt ook in het honkbal veel gebruikt. Een loper maakt op het laatste moment een sliding om het honk te bereiken zonder dat hij 'getikt' wordt door een honkman.
Ook in het ijshockey worden slidings gemaakt. Een speler maakt hier een sliding door zich zelf in de baan van een schot te werpen in een ultieme poging een doelpunt te voorkomen.

## Kunstgras
Slidings zijn op speelvelden van kunstgras niet goed mogelijk. Er is daarbij meer kans op blessures. 